# Cathédrale de la Sainte-Trinité de Salt Lake City
La cathédrale de la Sainte-Trinité est une église orthodoxe située à Salt Lake City, dans l’État de l’Utah, aux États-Unis.